# نهر نيفا

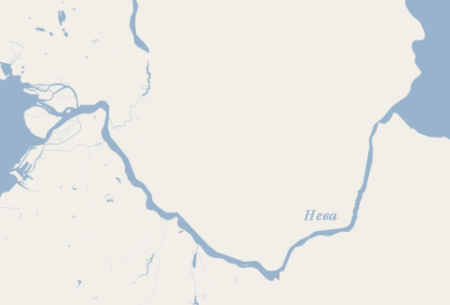
خريطة لنهر نيفا

نهر نيفا (بالروسية: Нева́) هو نهر يقع في روسيا. يبلغ طوله 74 كيلومتراً. يتدفق النهر من بحيرة لادوجا (Ладожское Озеро) مروراً ببرزخ كاريليا (Карельский Перешеек) ومدينة سانت بطرسبرغ حتى خليج فنلندا عند سانت بطرسبرغ و هو جزء من نظام لادوجا فولجا الذي يربط مجرى البلطيق وقزوين و يرتفع عن الطرف الجنوبي لبحيرة لادوجا وهو أيضا حلقة وصل بين النظام الذي يصل بحر البلطيق والبحر المتوسط. شَهَدة النَهر مَعْرَكة نَيفا.

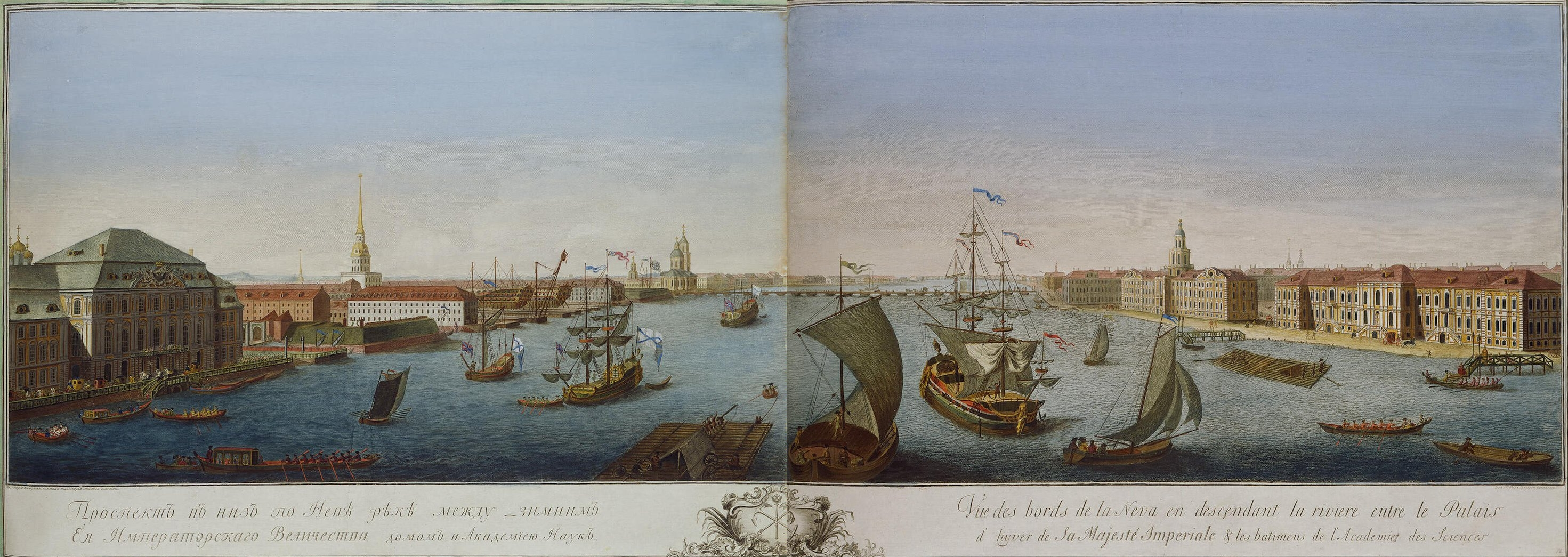
نهر نيفا في سانت بطرسبرغ عام 1753